# Carl Theodor Friedrich von Lang

Carl Theodor Friedrich von Lang

Carl Theodor Friedrich Lang, ab 1850 von Lang, (* 7. März 1801 in Blaubeuren; † nach 1882) war ein württembergischer Oberamtmann.

## Leben und Beruf
Carl Theodor Friedrich Lang besuchte die Lateinschule in Brackenheim und die Gymnasien in Heilbronn und Stuttgart. 1826 legte er die höhere Dienstprüfung ab. Zwischen 1816 und 1825 war er bei den Stadt- und Amtsschreibereien in Öhringen und Welzheim beschäftigt. Von 1825 bis 1830 war er Oberamtsaktuar in Tettnang, von 1830 bis 1831 in Ludwigsburg. Zwischen 1831 und 1834 bekleidete er mehrere Stellen als Revisoratsverweser und Kanzleihilfsarbeiter. 1834 wurde er Revisor der Regierung des Neckarkreises in Ludwigsburg. Von 1837 bis 1843 war er Oberamtmann in Oberndorf, von 1843 bis 1846 in Backnang und von 1846 bis 1882 in Ludwigsburg, seit 1858 mit Titel und Rang eines Regierungsrats. 1882 trat er in den Ruhestand. Seit 1847 war Carl Theodor Friedrich von Lang Korrespondierendes Mitglied der Zentralstelle für Landwirtschaft.

## Ehrungen, Nobilitierung
- 1850 Ritterkreuz 1. Klasse des Ordens der württembergischen Krone[1], welches mit dem persönlichen Adelstitel (Nobilitierung) verbunden war
- 1856 Kommenturkreuz 2. Klasse des Friedrichsordens
- Deutsche Kriegsgedenkmünze
- Preußischer Kronorden 2. Klasse